# Estádio Lia Manoliu
Estádio Lia Manoliu (Stadionul Lia Manoliu em romeno) foi um estádio multiuso localizado em Bucareste, Romênia.
Inaugurado em 1953, tinha capacidade para receber 60.120 espectadores. Recebeu os nomes de Stadionul 23 August e Stadionul Naţional. Desde os anos 80 levava o nome da atleta Lia Manoliu, do arremesso de disco, que disputou seis Jogos Olímpicos, recorde entre atletas, e que foi campeã olímpica na Cidade do México 1968.
O estádio foi demolido em 2007 para dar lugar a um novo e moderno estádio, inaugurado em setembro de 2011, com o nome de Arena Națională (em português, Arena Nacional). A última partida de futebol foi um amistoso entre Romênia e Moldávia, com vitória de 2 a 0 dos romenos, em 7 de Fevereiro de 2007.
Foi palco também de uma mega-show do cantor Michael Jackson, em sua Dangerous World Tour, em 1 de Outubro de 1992, que foi, inclusive, lançado em DVD em 2005, com o título Michael Jackson - Live In Bucharest: The Dangerous Tour, com lotação esgotada, atingindo a marca de 100 mil espectadores e que se tornou um marco para a história do país e da carreira do cantor. 